# Evan Mathis
Pour les articles homonymes, voir Mathis.
(en) Statistiques sur pro-football-reference
Evan Bradley Mathis, né le 1er novembre 1981 à Birmingham en Alabama, est un joueur américain de football américain évoluant au poste d'offensive guard.

## Biographie
Il étudie à l'université de l'Alabama et joue alors pour les Crimson Tide de l'Alabama.
Il est sélectionné à la 79e place de la Draft 2005 par les Panthers de la Caroline.
Il signe aux Dolphins de Miami en 2008, puis aux Bengals de Cincinnati la même année. En 2009 et 2010, aucun sack subi n'est de sa faute.
Depuis 2011, il joue aux Eagles de Philadelphie.
Son oncle est Bob Baumhower (en).